# Sender Aachen-Stolberg
Der Sender Aachen-Stolberg ist eine Sendeanlage des Westdeutschen Rundfunks (WDR) für Radio und Fernsehen im Stolberger Ortsteil Donnerberg in der nordrhein-westfälischen Städteregion Aachen. Er ist nach dem Sender Kleve der zweitwestlichste WDR-Senderstandort. Die Anlage liegt auf einem Höhenzug ca. 1 km östlich vom Stolberger Stadtzentrum auf einer Höhe von 285 m ü. NN. Antennenträger ist ein 231 m hoher abgespannter Stahlfachwerkmast, der 1993 errichtet wurde. Dieser Sendemast ersetzte einen 1951 errichteten Antennenmast, der aber gegen Erde isoliert war, da der Sender Aachen-Stolberg bis 1993 auch Mittelwellensendestandort war und diesen unmittelbar als Antenne benutzte (selbststrahlender Sendemast).
Das Sendegebiet umfasst die Euregio Maas-Rhein, die Voreifel, die Jülich-Zülpicher Börde und den nördlichen Teil der DG in Ostbelgien. Aufgrund der vergleichbaren Antennenhöhe mit dem Sender Langenberg sind die UKW-Aussendungen des Senders Aachen-Stolberg auch noch in der Kölner Bucht und im Bergischen Land in guter Qualität zu empfangen.
Die Frequenz des Mittelwellensenders, dessen Betrieb am 31. Dezember 1993 eingestellt wurde, betrug 701 kHz, bzw. nach Inkrafttreten des Genfer Wellenplans 702 kHz bei einer Sendeleistung von 5 kW. Auf Kanal 11D wird von hier im Digitalradiostandard DAB+ gesendet.

## Aktuelle Nutzung

### Analoges Radio (UKW)
Folgende Radioprogramme werden ausgestrahlt:
| Frequenz (MHz) | Programm   | RDS PS            | RDS PI                | Regionalisierung | ERP (kW) | Antennendiagramm rund (ND)/gerichtet (D) | Polarisation horizontal (H)/vertikal (V) |
| -------------- | ---------- | ----------------- | --------------------- | ---------------- | -------- | ---------------------------------------- | ---------------------------------------- |
| 93,9           | WDR 4      | WDR_4___          | D394                  | Aachen           | 20       | ND                                       | H                                        |
| 95,9           | WDR 3      | WDR_3___          | D393                  | –                | 20       | ND                                       | H                                        |
| 100,8          | WDR 2      | WDR_2_AC WDR_2___ | D492 (regional), D392 | Aachen           | 20       | ND                                       | H                                        |
| 101,9          | WDR 5      | WDR_5___          | D395                  | –                | 20       | ND                                       | H                                        |
| 106,4          | 1 Live     | _1LIVE__          | D391                  | –                | 20       | ND                                       | H                                        |
| 107,8          | Antenne AC | Antenne_          | D098                  | –                | 0,4      | ND                                       | H                                        |

Auch die Frequenz 107,80 MHz ist für 20 kW in Rundstrahlung koordiniert. Der Lokalsender Antenne AC aus dem Radio NRW-Verbund sendet jedoch nur mit 400 W.

### Digitales Radio (DAB+)
DAB beziehungsweise der Nachfolgestandard DAB+ wird in vertikaler Polarisation und im Gleichwellenbetrieb mit anderen Sendern ausgestrahlt. Am 29. August 2012 erfolgte der Wechsel von DAB-Kanal 12D auf DAB-Kanal 11D. Über diesen wird der Multiplex Radio für NRW der Landesanstalt für Medien Nordrhein-Westfalen (LfM) mit den Programmen des WDRs mit einer anfänglichen Leistung von 2 kW ERP übertragen. Am 25. Juli 2019 fand eine Leistungserhöhung auf 10 kW ERP statt.
| Block                        | Programme (Datendienste) | ERP (kW) | Antennen- diagramm rund (ND), gerichtet (D) | Polarisation horizontal (H)/ vertikal (V) | Gleichwellennetz (SFN) |
| ---------------------------- | --- | -------- | ------------------------------------------- | ----------------------------------------- | --- |
| 11D Radio für NRW (D__00236) | - 1 Live (88 kbps) - 1 Live diggi (88 kbps) - WDR 2 Rhein-Ruhr (RR) (88 kbps) - WDR 2 Ostwestfalen-Lippe (OW) (88 kbps) - WDR 2 Südwestfalen (SW) (88 kbps) - WDR 3 (120 kbps) - WDR 4 Rhein-Ruhr (RR) (88 kbps) - WDR 4 Ostwestfalen-Lippe (OW) (88 kbps) - WDR 4 Südwestfalen (SW) (88 kbps) - WDR 5 (88 kbps) - WDRcosmo (80 kbps) - WDR Maus (80 kbps) - WDR Event (56 kbps) - WDR EPG (8 kbps) - ARD TPEG (16 kbps) | 10       | D                                           | V                                         | - Region Aachen: Aachen (Stolberg-Donnerberg), Eifel (Dahlem-Bärbelkreuz) - Bergisches Land: Engelskirchen (Hohe Warte), Gummersbach (Kerberg), Remscheid (Hohenhagen), Wuppertal (Auf der Königshöhe) - Rheinland: Bonn (Venusberg), Köln (Kölnturm) - Rhein-Ruhr: Düsseldorf (Rheinturm), Gelsenkirchen-Scholven, Kleve (Bresserberg), Langenberg (Hordtberg), Viersen (Süchtelner Höhen) - Ruhrgebiet: Dortmund (Florianturm) - Münsterland: Ibbenbüren (Blomenkamp), Münster (Nottuln-Baumberge), Oelde (Mackenberg), Schöppingen - Ostwestfalen-Lippe: Bad Oeynhausen (P.Westf.-Wittekindsberg), Bielefeld (Hünenburg), Herford (Eggeberg), Höxter (Holzminden), Stemwede (Arrenkamp), Teutoburger Wald (Bielstein), Warburg, Willebadessen (Eggegebirge) - Südwestfalen: Biedenkopf (Sackpfeife), Ederkopf (Oberste Henn), Hallenberg (Bollerberg), Hochsauerland (Hunau), Lennestadt (Kuhhelle), Meschede, Nordhelle, Olsberg, Siegen (Giersberg) |

### Digitales Fernsehen (DVB-T2 HD)
Die DVB-T2 HD-Ausstrahlungen vom Sender Aachen-Stolberg laufen im Gleichwellenbetrieb (Single Frequency Network) mit anderen Sendestandorten.
Am 31. Mai 2016 wurde mit der Ausstrahlung des Hochauflösenden DVB-T2 HD in Nordrhein-Westfalen begonnen. Seit dem 29. März 2017 wird nur noch in DVB-T2 HD ausgestrahlt.
| Kanal | Frequenz (MHz) | Multiplex                 | Programme im Multiplex | ERP (kW) | Antennen-diagramm rund (ND) / gerichtet (D) | Modulations- verfahren      | FEC | Guard- intervall | Bitrate (MBit/s) | SFN |
| ----- | -------------- | ------------------------- | --- | -------- | ------------------------------------------- | --------------------------- | --- | ---------------- | ---------------- | --- |
| E26   | 514            | ARD Digital (WDR1-Süd HD) | - Das Erste HD - WDR Fernsehen Köln HD - WDR Fernsehen Aachen HD - WDR Fernsehen Bonn HD - arte HD - ONE HD                          | 40       | D                                           | 64-QAM (16k-Modus extended) | 3/5 | 19/128           | 22,0             | Sender Aachen-Stolberg, Sender Aachen (Karlshöhe-Mulleklenkes), Bonn (Venusberg), Gummersbach (Kerberg), Engelskirchen (Hohe Warte), Köln (Colonius) |
| E29   | 538            | ZDFmobil                  | - ZDF HD - 3sat HD - ZDFinfo HD - zdf_neo HD - KiKA HD                                                                               | 20       | D                                           | 64-QAM (16k-Modus extended) | 3/5 | 19/128           | 22,0             | Sender Aachen-Stolberg, Sender Aachen (Karlshöhe-Mulleklenkes), Sender Bonn-Venusberg, Dortmund (Florianturm), Düsseldorf (Rheinturm), Essen (Fernsehturm), Gummersbach (Kerberg), Hagen, Engelskirchen (Hohe Warte), Köln (Colonius), Langenberg (Hordtberg), Wesel, Wuppertal (Küllenhahn)   |
| E35   | 586            | ARD Digital (WDR2 HD)     | - PHOENIX HD - tagesschau24 HD - SWR Fernsehen Rheinland-Pfalz HD - NDR Fernsehen Niedersachsen HD - MDR Fernsehen Sachsen-Anhalt HD | 20       | D                                           | 64-QAM (16k-Modus extended) | 1/2 | 19/128           | 18,34            | Sender Aachen-Stolberg, Sender Aachen (Karlshöhe-Mulleklenkes), Bonn (Venusberg), Dortmund (Florianturm), Düsseldorf (Rheinturm), Essen (Fernsehturm), Gummersbach (Kerberg), Hagen, Engelskirchen (Hohe Warte), Kleve, Köln (Colonius), Langenberg (Hordtberg), Wesel, Wuppertal (Küllenhahn) |

## Frühere Nutzung
Vor der Umstellung auf DVB-T2 wurde folgendes Fernsehprogramm im alten DVB-T-Standard ausgestrahlt:

### Digitales Fernsehen (DVB-T)
Folgende Fernsehprogramme werden seit dem 20. November 2007 ausgestrahlt (jeweils in vertikaler Polarisation):
| Kanal | Frequenz (MHz) | Multiplex                 | Programme im Multiplex | ERP (kW) | Antennen-diagramm rund (ND) / gerichtet (D) | Modulations- verfahren | FEC | Guard- intervall | Bitrate (MBit/s) | SFN |
| ----- | -------------- | ------------------------- | --- | -------- | ------------------------------------------- | ---------------------- | --- | ---------------- | ---------------- | --- |
| 26    | 514            | ZDFmobil                  | - ZDF - 3sat - ZDFinfo - KiKA/ZDFneo | 20       | D                                           | 16-QAM (8-k-Modus)     | 2/3 | 1/4              | 13,27            | Colonius (Köln-Ehrenfeld), Bonn (Venusberg), Sender Aachen-Stolberg, Aachen (Karlshöhe-Mulleklenkes), Gummersbach (Kerberg), Engelskirchen (Hohe Warte) |
| 37    | 602            | ARD regional (WDR Aachen) | - WDR Fernsehen (Aachen) - MDR Fernsehen Sachsen-Anhalt - NDR Fernsehen Niedersachsen, Mo.–Sa. 19:30–20:00 Uhr: WDR Fernsehen (Köln) - SWR Fernsehen Rheinland-Pfalz | 50       | D                                           | 64-QAM                 | 1/2 | 1/4              | 14,93            | Sender Aachen-Stolberg, Aachen (Karlshöhe-Mulleklenkes)                                                                                                 |
| 50    | 706            | ARD Digital (WDR)         | - Das Erste (WDR) - ARTE - Phoenix - One | 50       | D                                           | 16-QAM (8-k-Modus)     | 2/3 | 1/4              | 13,27            | Colonius (Köln-Ehrenfeld), Bonn (Venusberg), Sender Aachen-Stolberg, Aachen (Karlshöhe-Mulleklenkes), Gummersbach (Kerberg), Engelskirchen (Hohe Warte) |

### Analoges Fernsehen
Vor der Umstellung auf DVB-T wurde folgendes Fernsehprogramm im analogen PAL-Standard ausgestrahlt (in horizontaler Polarisation):
| Kanal | Frequenz (MHz) | Programm             | ERP (kW) | Sendediagramm rund (ND)/ gerichtet (D) | Polarisation horizontal (H)/ vertikal (V) |
| ----- | -------------- | -------------------- | -------- | -------------------------------------- | ----------------------------------------- |
| 24    | 495,25         | Das Erste (WDR)      | 200      | ND                                     | H                                         |
| 32    | 559,25         | ZDF                  | 00,048   | ND                                     | H                                         |
| 43    | 647,25         | WDR Fernsehen Aachen | 00,1     | D                                      | H                                         |

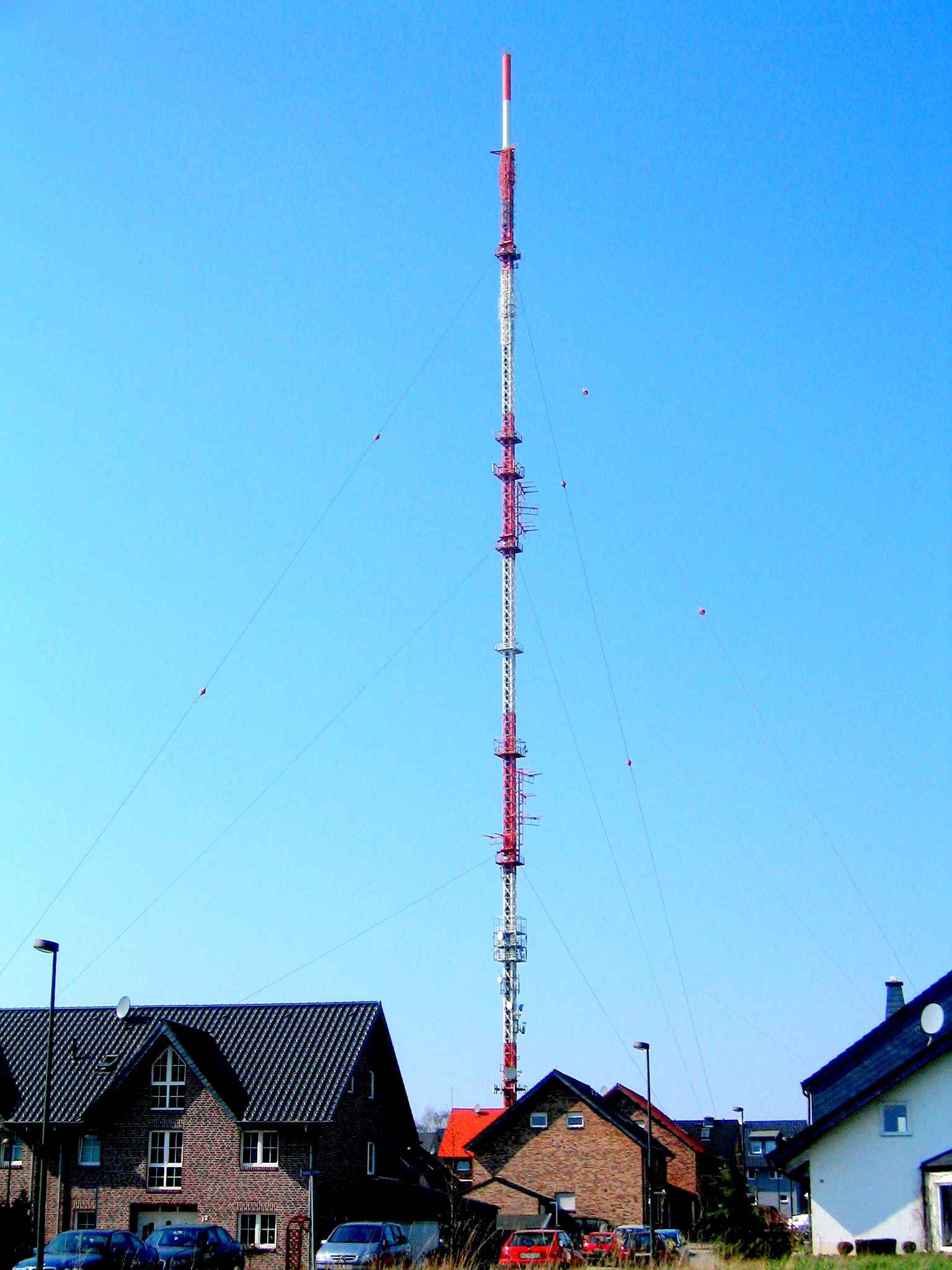
Sendemast über Siedlung
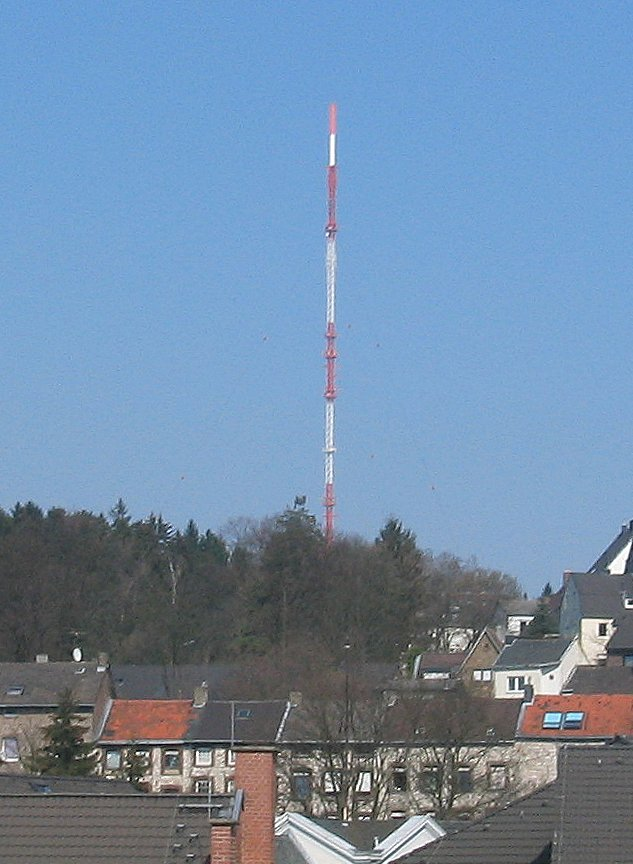
Sendemast über Stolberg
Infotafel des WDR (2007)